# Kunden (Karanganom)
Kunden is een bestuurslaag in het regentschap Klaten van de provincie Midden-Java, Indonesië. Kunden telt 3120 inwoners (volkstelling 2010).